# Calificările pentru Campionatul Mondial de Fotbal 2014 (UEFA) – Grupa I
Grupa I din 2014 Calificările pentru Campionatul Mondial de Fotbal 2014 (UEFA) a fost o grupă din zona de calificări UEFA pentru Campionatul Mondial de Fotbal 2014. Din grupă au făcut parte Spania, Franța, Belarus, Georgia, Finlanda.
Câștigătoarea grupei, Spania, s-a calificat direct la Campionatul Mondial de Fotbal 2014. Cea de-a doua clasată, Franța, s-a calificat la barajul pentru accederea la Campionatul Mondial de Fotbal 2014.

## Standings
| Echipa   | MJ | V | E | Î | GM | GP | G   | Pct |
| -------- | -- | - | - | - | -- | -- | --- | --- |
| Spania   | 8  | 6 | 2 | 0 | 14 | 3  | +11 | 20  |
| Franța   | 8  | 5 | 2 | 1 | 15 | 6  | +9  | 17  |
| Finlanda | 8  | 2 | 3 | 3 | 5  | 9  | −4  | 9   |
| Georgia  | 8  | 1 | 2 | 5 | 3  | 10 | −7  | 5   |
| Belarus  | 8  | 1 | 1 | 6 | 7  | 16 | −9  | 4   |

|          | Belarus | Finlanda | Franța | Georgia | Spania |
| -------- | ------- | -------- | ------ | ------- | ------ |
| Belarus  | —       | 1–1      | 2–4    | 2–0     | 0–4    |
| Finlanda | 1–0     | —        | 0–1    | 1–1     | 0–2    |
| Franța   | 3–1     | 3–0      | —      | 3–1     | 0–1    |
| Georgia  | 1–0     | 0–1      | 0–0    | —       | 0–1    |
| Spania   | 2–1     | 1–1      | 1–1    | 2–0     | —      |

## Meciuri
Programul meciurilor a fost stabilit la o întâlnire din Paris, Franța, pe 23 septembrie 2011.
| Georgia         | 1–0    | Belarus |
| --------------- | ------ | ------- |
| Okriashvili 52' | Report |         |

| Finlanda | 0–1    | Franța    |
| -------- | ------ | --------- |
|          | Report | Diaby 20' |

| Georgia | 0–1    | Spania      |
| ------- | ------ | ----------- |
|         | Report | Soldado 86' |

| Franța                           | 3–1    | Belarus     |
| -------------------------------- | ------ | ----------- |
| Capoue 49' Jallet 68' Ribéry 80' | Report | Putsila 72' |

| Finlanda       | 1–1    | Georgia    |
| -------------- | ------ | ---------- |
| Hämäläinen 62' | Report | Kashia 56' |

| Belarus | 0–4    | Spania                       |
| ------- | ------ | ---------------------------- |
|         | Report | Alba 12' Pedro 21', 69', 79' |

| Belarus               | 2–0    | Georgia |
| --------------------- | ------ | ------- |
| Bressan 6' Drahun 28' | Report |         |

| Spania    | 1–1    | Franța       |
| --------- | ------ | ------------ |
| Ramos 25' | Report | Giroud 90+4' |

| Spania    | 1–1    | Finlanda  |
| --------- | ------ | --------- |
| Ramos 49' | Report | Pukki 79' |

| Franța                               | 3–1    | Georgia        |
| ------------------------------------ | ------ | -------------- |
| Giroud 45+1' Valbuena 47' Ribéry 61' | Report | Kobakhidze 71' |

| Franța | 0–1    | Spania    |
| ------ | ------ | --------- |
|        | Report | Pedro 58' |

| Finlanda          | 1–0    | Belarus |
| ----------------- | ------ | ------- |
| Shitov 57' (o.g.) | Report |         |

| Belarus         | 1–1    | Finlanda  |
| --------------- | ------ | --------- |
| Verkhovtsov 85' | Report | Pukki 24' |

| Georgia | 0–0    | Franța |
| ------- | ------ | ------ |
|         | Report |        |

| Finlanda | 0–2    | Spania               |
| -------- | ------ | -------------------- |
|          | Report | Alba 19' Negredo 86' |

| Georgia | 0–1    | Finlanda               |
| ------- | ------ | ---------------------- |
|         | Report | R. Eremenko 74' (pen.) |

| Belarus                    | 2–4    | Franța                                     |
| -------------------------- | ------ | ------------------------------------------ |
| Filipenko 32' Kalachev 57' | Report | Ribéry 47' (pen.), 64' Nasri 71' Pogba 73' |

| Spania               | 2–1    | Belarus        |
| -------------------- | ------ | -------------- |
| Xavi 61' Negredo 78' | Report | Kornilenko 89' |

| Franța                                  | 3–0    | Finlanda |
| --------------------------------------- | ------ | -------- |
| Ribéry 8' Toivio 75' (o.g.) Benzema 87' | Report |          |

| Spania               | 2–0    | Georgia |
| -------------------- | ------ | ------- |
| Negredo 26' Mata 61' | Report |         |

## Marcatori
S-au marcat 44 de goluri în 20 de meciuri, cu o medie de 2,20 goluri per meci.
5 goluri
| - Franck Ribéry |

4 goluri
| - Pedro |

3 goluri
| - Álvaro Negredo |

2 goluri
| - Teemu Pukki - Olivier Giroud | - Jordi Alba | - Sergio Ramos |

1 gol
| - Renan Bressan - Stanislaw Drahun - Egor Filipenko - Timofei Kalachev - Anton Putsila - Dmitry Verkhovtsov - Sergei Kornilenko - Roman Eremenko | - Kasper Hämäläinen - Karim Benzema - Étienne Capoue - Abou Diaby - Christophe Jallet - Samir Nasri - Paul Pogba | - Mathieu Valbuena - Guram Kashia - Alexander Kobakhidze - Tornike Okriashvili - Juan Mata - Roberto Soldado - Xavi |

1 autogol
| - Igor Shitov (vs Finlanda) | - Joona Toivio (vs Franța) |  |

## Disciplină
| Poz. | Jucător             | Țara     | Cartonaș galben | Cartonaș roșu | Suspendat pentru meciul                                  | Motiv                       |
| ---- | ------------------- | -------- | --------------- | ------------- | -------------------------------------------------------- | --------------------------- |
| M    | Alexei Eremenko     | Finlanda | 2               | 1             | vs Spania (22 martie 2013)                               | Eliminat                    |
| M    | Paul Pogba          | Franța   | 2               | 1             | vs Georgia (6 septembrie 2013)                           | Eliminat                    |
| M    | Pavel Nekhaichik    | Belarus  | 2               | 1             | vs Finlanda (11 iunie 2013)                              | Eliminat                    |
| F    | Mapou Yanga-Mbiwa   | Franța   | 2               | 0             | vs Spania (16 octombrie 2012)                            | Cumul de cartonașe          |
| M    | Jaba Kankava        | Georgia  | 4               | 1             | vs Franța (22 martie 2013) vs Spania (15 octombrie 2013) | Cumul de cartonașe Eliminat |
| M    | Tornike Okriashvili | Georgia  | 3               | 0             | vs Franța (22 martie 2013)                               | Cumul de cartonașe          |
| A    | David Silva         | Spania   | 2               | 0             | vs Franța (26 martie 2013)                               | Cumul de cartonașe          |
| F    | Niklas Moisander    | Finlanda | 2               | 0             | vs Belarus (7 iunie 2013)                                | Cumul de cartonașe          |
| F    | Markus Halsti       | Finlanda | 2               | 0             | vs Belarus (11 iunie 2013)                               | Cumul de cartonașe          |
| M    | Yohan Cabaye        | Franța   | 2               | 0             | vs Georgia (6 septembrie 2013)                           | Cumul de cartonașe          |
| M    | Blaise Matuidi      | Franța   | 2               | 0             | vs Georgia (6 septembrie 2013)                           | Cumul de cartonașe          |
| M    | Përparim Hetemaj    | Finlanda | 3               | 0             | vs Spania (6 septembrie 2013)                            | Cumul de cartonașe          |
| P    | Giorgi Loria        | Georgia  | 2               | 0             | vs Finlanda (10 septembrie 2013)                         | Cumul de cartonașe          |
| M    | David Targamadze    | Georgia  | 2               | 0             | vs Spania (15 octombrie 2013)                            | Cumul de cartonașe          |
| F    | Gia Grigalava       | Georgia  | 2               | 0             | vs Spania (15 octombrie 2013)                            | Cumul de cartonașe          |
| M    | Tim Sparv           | Finlanda | 2               | 0             | vs Franța (15 octombrie 2013)                            | Cumul de cartonașe          |